# Metauten (kommunhuvudort)
Metauten är en kommunhuvudort i Spanien.   Den ligger i provinsen Provincia de Navarra och regionen Navarra, i den nordöstra delen av landet, 280 km nordost om huvudstaden Madrid. Metauten ligger 527 meter över havet och antalet invånare är 297.
Terrängen runt Metauten är kuperad. Runt Metauten är det ganska tätbefolkat, med 56 invånare per kvadratkilometer. Närmaste större samhälle är Estella-Lizarra, 8,0 km öster om Metauten. Trakten runt Metauten består till största delen av jordbruksmark.